# Legacy of Kain
Legacy of Kain je serijal video-igara koju je napravio , a izdao ga je Edios Interactive. Mada, prvu igru u serijalu je napravio , a izdao Cryal Dynamics. Ideja o Legacy of Kain prvi put se pojavila 1993. godine, ali je prošlo jos tri godine pre nego što se prvi put pojavila za Sony PlayStation

### Spisak izdatih igara
| Ime | Godina | Izdata za |
| --- | ------ | --------- |
|     | 1996   | ,         |
|     | 1999   | ,         |
|     | 2001   | ,         |
|     | 2002   | ,         |
|     | 2003   | ,         |